# Marie Pospíšilová
Marie Pospíšilová, rozená Marie Ingrová (* 14. prosince 1944, Vlkoš (okres Hodonín)) je bývalá československá atletka, která v roce 1966 získala na evropských halových hrách (předchůdce halového ME) v Dortmundu bronzovou medaili v běhu na 800 metrů.
V letech 1963 až 1972 závodila za TJ Gottwaldov. Celkově devětkrát reprezentovala v mezistátních utkáních (1965–1971), z toho jednou v evropském poháru.